# Trachylepis margaritifera
Trachylepis margaritifera е вид влечуго от семейство Сцинкови (Scincidae). Видът не е застрашен от изчезване.

## Разпространение и местообитание
Разпространен е в Ботсвана, Бурунди, Демократична република Конго, Замбия, Зимбабве, Кения, Лесото, Малави, Мозамбик, Руанда, Свазиленд, Танзания, Уганда и Южна Африка.
Обитава скалисти райони, места със суха почва и савани.